# Прости мене, Альошо
«Прости мене, Альошо» (рос. Прости меня, Алёша) — радянський художній фільм 1983 року, знятий на кіностудії «Мосфільм».

## Сюжет
Одного разу 18-річному Олексію довелося допомогти породіллі дістатися до пологового будинку. Жінка благополучно народила сина і відмовилася від нього. Тоді лікарі розшукали Олексія — і юнак приніс дитину до себе додому… Його батько і сестра не відразу зрозуміли його вчинок, але незабаром прив'язалися до малюка. А потім до Альоші прийшла за сином і горе-матір.

## У ролях
- Ігор Маричев — Олексій Грачов
- Ольга Кочеткова — Інна Поречна
- Федір Сухов — Анатолій, молода людина Інни
- Сергій Павлов — Альоша маленький
- Володимир Андрєєв — батько Альоші
- Віра Лєскова — Надя, старша сестра Альоші
- Катерина Валюжинич — Олена, молодша сестра Альоші
- Леонід Кулагін — Василь Максимович, батько Анатолія
- Альбіна Тиханова — мачуха Інни
- Віра Альховська — Віра Федорівна, лікар
- Галина Дьоміна — Сігматулліна, акушерка
- Лариса Журек — медсестра
- Олексій Севастьянов — Свиридов, старший лейтенант міліції, слідчий
- Олена Укращонок — дитяча медсестра
- Віра Івлєва — сусідка Анатолія
- Андрій Альошин — батько Інни, в спогадах
- Лариса Ахмірова — епізод
- Ольга Луговська — епізод
- Петро Меркур'єв — Іван Іванович, самотня людина
- Марія Оссовська — епізод
- Віктор Рождественський — гість
- Данута Столярська — гостя
- Ігор Шаповалов — гість
- Наташа Комарова — Інна Поречна
- Микола Волков — пасажир
- Віра Бурлакова — жінка на вокзалі
- Володимир Скляров — Шамшурін

## Знімальна група
- Режисер-постановник і сценарист: Іскра Бабіч
- Оператор-постановник: Олександр Рябов
- Художник-постановник: Елеонора Немечек
- Композитори: Володимир Комаров, Ольга Кочеткова